# Harold McGee

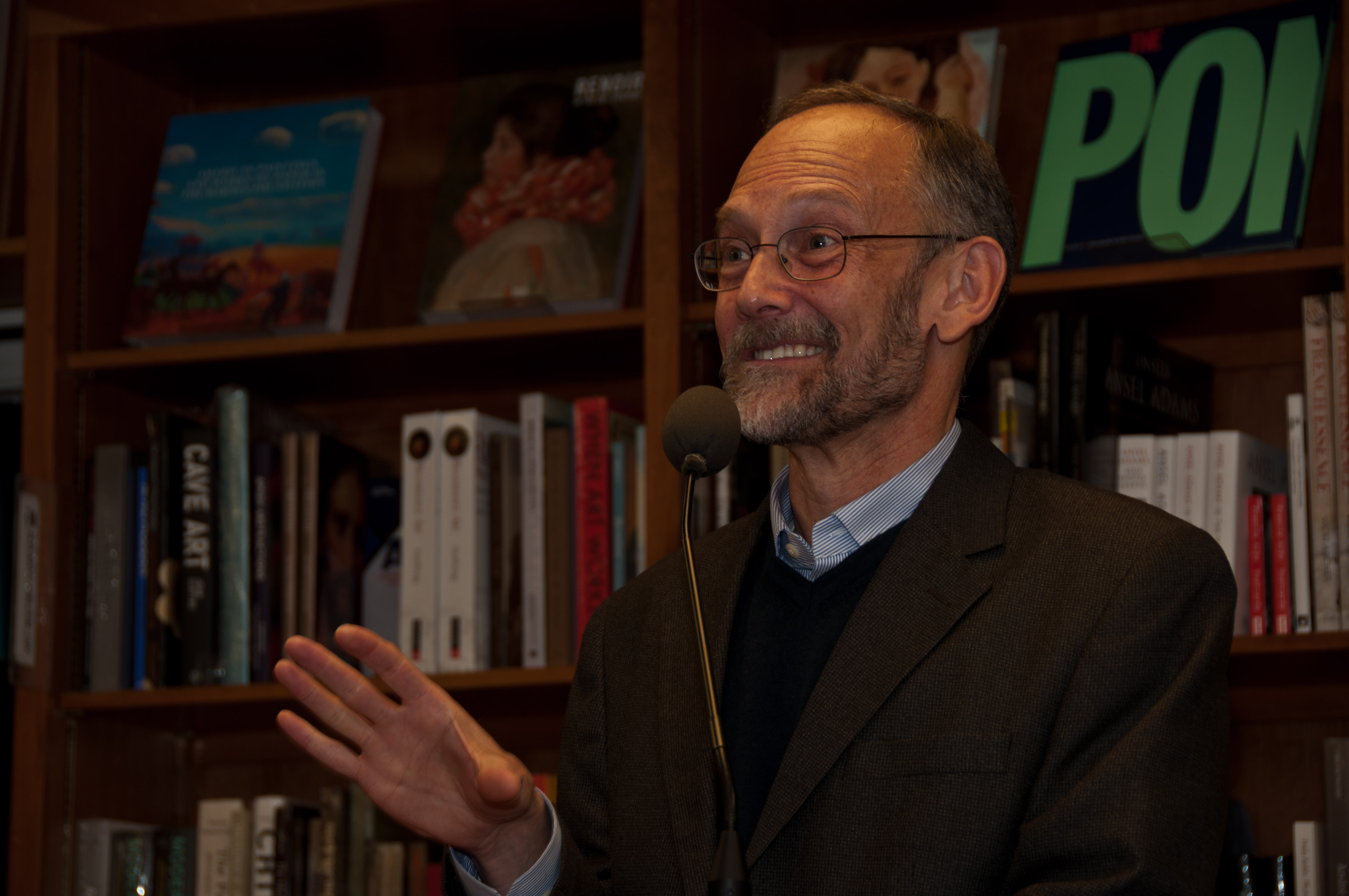
Harold McGee bei einer Signierstunde in Washington, D.C. (2010)

Harold McGee (* 1951) ist ein US-amerikanischer Buchautor, der sich der Chemie, den Methoden und der Geschichte des Kochens und der Nahrungszubereitung verschrieben hat.
Nachdem er ursprünglich eigentlich Astronomie und Physik studieren wollte, entschied er sich schließlich für ein Literaturstudium an der Yale University, wo er auch promovierte und anschließend einige Jahre als Lehrer für Literatur und Schriftstellerei arbeitete. Im Jahre 1984 folgte die Veröffentlichung seines ersten Buches, On Food and Cooking: The Science and Lore of the Kitchen. Das Werk half mit, den Weg für die Entwicklung der Molekularküche zu bereiten.
McGee schrieb u. a. für die international renommierte naturwissenschaftliche Zeitschrift Nature, die wissenschaftliche Zeitschrift Physics Today, für das Health Magazine, Fine Cooking, The Art of Eating, Food & Wine sowie die New York Times, wo er eine regelmäßige Kolumne betreut. Daneben hält er Vorträge zur Chemie des Kochens und berät Restaurants und Nahrungsmittelhersteller.

## Veröffentlichungen
- On Food and Cooking: The Science and Lore of the Kitchen. 2004, ISBN 0-684-80001-2.
- The Curious Cook: More Kitchen Science and Lore. 1990, ISBN 0-02-009801-4.
- Keys to Good Cooking: A Guide to Making the Best of Foods and Recipes. 2010, ISBN 0-340-96320-4.
- Nose Dive: A Field Guide to the World's Smells. 2020, ISBN 978-0-340-96322-7.